# 大笨猫3D
《大笨猫3D》是由愛迪克（Eidetic）开发，Accolade与Telstar发行的一款在PlayStation平台上发布的平台动作游戏，设计师为迈克尔·博林（Michael Berlyn）。游戏于1996年11月25日在北美发行，于1997年8月在欧洲发行。本作为大笨猫系列的第四部兼最后一部，也是系列唯一一部三维化的游戏。尽管角色所能做的动作非常有限，但游戏依然算是最早的3D动作游戏之一。游戏的完整名字借鉴于1956年科幻片《禁忌星球》。拉尼·米内（Lani Minella）负责声演游戏中包括主角在内的全部角色。
游戏一经发售，就被批评声所淹没，GameTrailers、IGN与GamesRadar一致把本游戏评为“史上最烂的游戏”。游戏中的很多主要元素受到批评，譬如游戏画质、操纵感以及主角的讨厌个性。

## 故事情节
本游戏发生于游戏系列的一个外星物种“瓦力”（Woolies）的母星——瑞恩星（Rayon）。他们入侵地球，并绑架了大笨猫（Bubsy），但他们的火箭却出现问题，大笨猫也借此逃到瑞恩星上。随后他们发现大笨猫正在收集原子和火箭部件建造火箭飞船，但他们均认为这是徒劳无功的事情。没有科学家知道大笨猫这样做的原因，但他们都相信大笨猫的处境会很危险。

## 游戏玩法
本游戏的目标是打败瓦力的两位皇后——保利（Poly）和艾斯特（Esther），并通过收集火箭部件逃离星球。游戏中，玩家控制的角色“大笨猫”，可以根据玩家的不同行为，说出一些口头禅。由于大笨猫只能沿直线移动，所以玩家需要抽出一定时间，将其调整到正确方向。他可以在特定关卡中高跳、滑翔或是游泳。他可以通过跳到敌人头上来消灭他们，此外他还有叫做“爪子点”的健康系统，它由三个“生命点”组成。游戏共有18关，有3关发生在水下，在这些关卡中，大笨猫有一个通过消耗时间来反映耗氧情况的测氧设备，而且他的滑翔动作由喷射式潜水代替，这使他游得更快，但耗氧更快。在游戏中，玩家可以收集名叫“原子”的物品，如果玩家收集数量达150个，大笨猫就会去奖励区收集原子和额外的生命。
在双人模式中，大笨猫会和竞争对手在一个场景中比赛收集所有的原子。

## 开发与发售
本游戏由Eidetic开发，Accolade与Telstar分别在北美与欧洲发行。设计师为迈克尔·博林，资深游戏开发者马克·布兰克（Marc Blank）是游戏开发团队的核心人员。继《大笨猫2》发布之后，博林认为《大笨猫2》差点就毁掉了游戏的经销权，于是他和团队便开始着手开发本游戏。他视开发过程为挑战，是因为开发团队对三维环境的绘制和工具选择上缺乏经验。本游戏于1995年初开始制作，最初决定在世嘉32X平台上发行。但由于32X发行版的欧洲市场惨淡，因此Accolade决定保留發行权，直至游戏可以在较为稳定的平台上发布。游戏于1996年11月25日在北美发行，于1997年8月在欧洲发行。游戏曾有于1997春季在世嘉土星平台上的发行计划，该版本基于原来32X平台的开发模型，但因游戏在那时并不受欢迎，使得开发人员最终放弃此计划。本游戏发售时，恰逢《超级马里奥64》发售，因此博林深感担忧。他认为本游戏是尝试使用三维技术的一个机会，但它会比马里奥更加优秀。他将游戏不受欢迎的原因部分归咎于与《超级马里奥64》的同时发售。开发人员在贸易展中发觉《超级马里奥64》比本游戏更加成熟之后，想改进游戏。但此时已处在制作周期之外，且Accolade早已将其发售。

## 评价

本游戏因糟糕的视觉效果而受到严重批评。

本游戏一经发售，就被批评声所淹没，并被评为“史上最烂的游戏”。Game Rankings依据网站上的5个评论，给予游戏50.90%的汇总评价，The Electric Playground给予游戏4/10分的评价，同时《电子游戏月刊》给予游戏3.25/10分的评价。Gametrailers将游戏命名为“史上第八烂的电子游戏”，并称之为“高质量作品的廉价模仿”，因本游戏发行时间与《马里奥64》相近，所以借此话来讽刺本游戏乃《马里奥64》的“抄袭版”。脱口秀主持人史葛·鲁宾（Scott Rubin）称本游戏为“可怕的克隆作品”。他们描述游戏画面就跟“涂上颜色的纸板箱”一样，还批评大笨猫所说的俏皮话。GamesRadar的汤姆·古尔特（Tom Goulter）认为《大笨猫3D》作为电子游戏，就如同糟糕的电影《地球战场》或是《外太空九号计划》一样。肖恩·贝比（Seanbaby）将游戏命名为“第十七烂的游戏”，他对游戏的操纵感、角色性格以及视觉效果，只能用“该死”来形容。他另补充一句：“你几乎可以感觉到游戏制作者有多憎恨美国的孩子。”
IGN的戴维·泽德寇（David Zdyrko）称游戏为“永恒经典的覆灭”。同处IGN的利维·布坎南（Levi Buchanan）将本游戏当做尝试二维过渡至三维却失败的明显例子，他主要批评其操纵感及角色设计，并指出游戏角色的外貌与个性均使前作走向毁灭。总体来说，他们都不怎么喜欢本游戏。IGN指出，人们普遍认为这是史上最糟糕的游戏之一。1UP.com称本游戏很“可怜”，同时也是“潜在的马里奥杀手”。GamePro称游戏为“吸金作品”。GameZone的Jkdmedia认为早期三维游戏就和本游戏一样，既黑暗又可怕。他随后将本游戏与《象棋大师:学习的艺术》（Chessmaster: The Art of Learning）的画质进行对比，之后得出这条评论：“《大笨猫3D》占了上风。”Kotaku的迈克尔·梅科阔特（Michael McWhertor）称未发布的游戏《吃豆人鬼区》较《超级马里奥64》来说更接近于本游戏。
然而，尽管游戏大多受负面评价，Absolute PlayStation却给予本游戏67%的评价。GameSpot本不看好本游戏，却给予游戏5.5/10分的“一般”评价。DieHard GameFan和Next Generation亦予以游戏相当好的评价。
PSExtreme给予游戏93%的评价，并授予游戏“金X奖”（Gold X Award），此奖在游戏封面上亦有明显体现。由于杂志并不出名，曾有错误的传言称这个杂志和这个奖都是骗人的，Accolade也轻而易举地把他们当做促销本游戏的好方式
。

## 可能的后续作品
2015年，开发人员宣布大笨猫系列的前两作将可在Steam上发售。游戏的程序员同时也张贴出募集游戏角色粉丝的请愿书。如果成功的话，他们可能会制作新的大笨猫系列游戏。